# Inga Lessmann
Inga Elisabeth Lessmann (* 29. Januar 1989) ist eine deutsche Schauspielerin und Fernsehmoderatorin. Sie wuchs in Erftstadt-Lechenich im Rhein-Erft-Kreis in Nordrhein-Westfalen auf und ist Absolventin der Schauspielschule der Keller in Köln.

## Leben
Nach dem Abitur im Jahr 2008 am Gymnasium Lechenich in Erftstadt absolvierte sie von 2009 bis 2013 die Schauspielschule schule des theaters im Kölner Theater der Keller. Dort spielte sie verschiedene Bühnenrollen wie die Hauptfigur in Goethes Iphigenie auf Tauris. Neben Auftritten in Werbespots hatte sie seit 2011 auch verschiedene Rollen im Fernsehen.

## Filmografie (Auswahl)
- 2011: SOKO Köln: Waschen, schneiden, töten, ZDF
- 2013: Vollgas zurück – Die Reise in die Vergangenheit (Moderation), Super RTL
- 2014: Tatort: Adams Alptraum (Hauptrolle), Das Erste
- 2015: Pendler und andere Helden (Webserie, Serienhauptrolle)
- 2015: Die Mockridges, WDR
- 2016: Heldt: Nichts zu verzollen, ZDF
- 2017: SOKO München (Fernsehserie, Folge: Nachtschicht)
- 2019: In aller Freundschaft – Die jungen Ärzte (Fernsehserie, Folge: Schmerzhafte Einsicht)
- 2019: SOKO Hamburg (Fernsehserie, Folgen: Der Pferdeflüsterer, Mann über Bord)
- 2020: Tatort: Das fleißige Lieschen
- 2021: Zurück ans Meer (Fernsehfilm)
- 2022: SOKO Leipzig (Fernsehserie, Folge: Der rote Punkt)
- 2023: Hotel Mondial (Fernsehserie, Folge: Auf Messers Schneide)